# Weense diptiek
De Weense diptiek is een tweeluik van Hugo van der Goes uit circa 1470-1480. 

## Voorstelling
De combinatie van zondeval en bewening is uniek. Om het verband tussen de beide voorstellingen aan te geven krijgt het ook wel de gezamenlijke titel De zondeval en de verlossing van de mens.

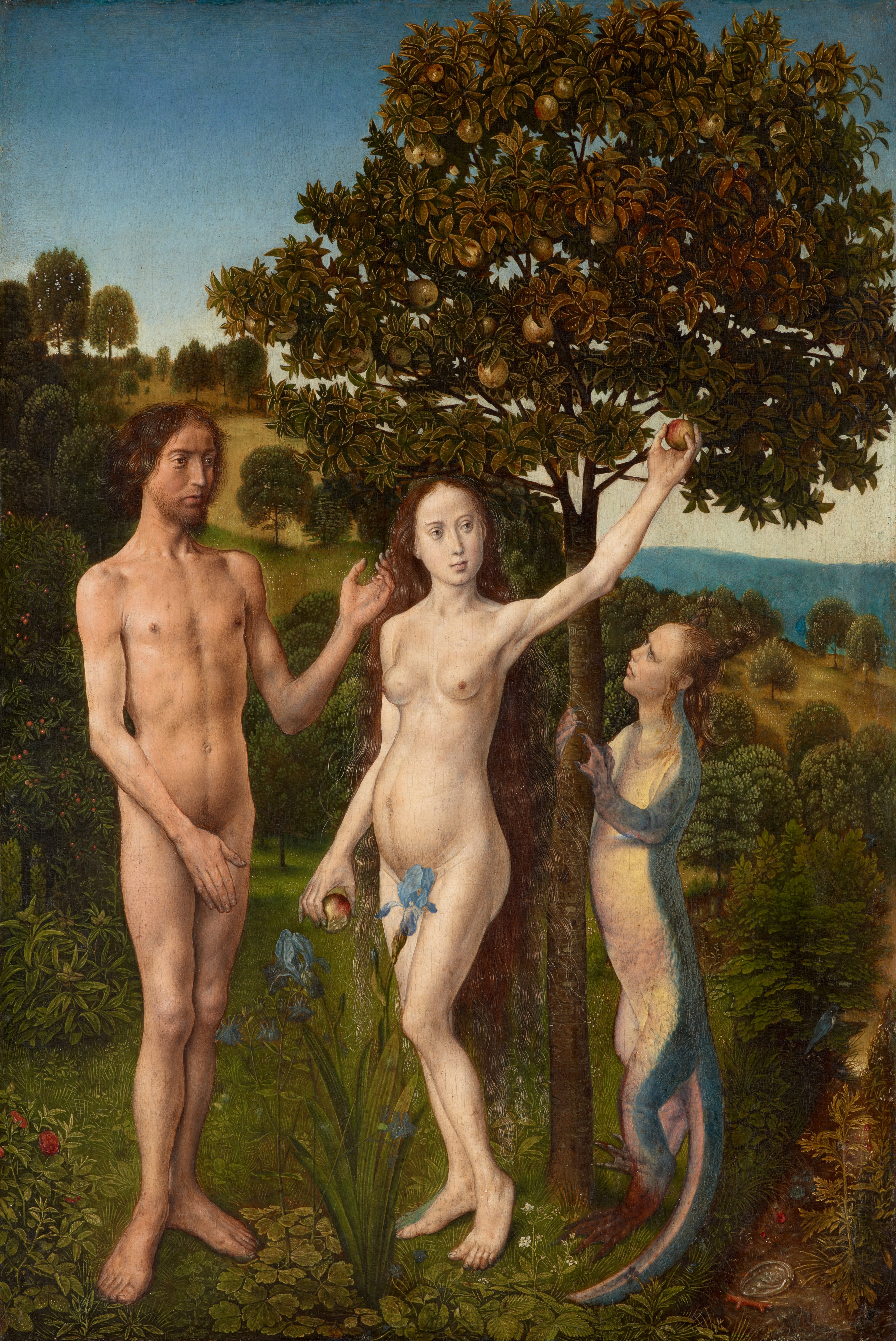
De zondeval

De zondeval geeft het moment weer waarop Eva door de slang verleid wordt om van de boom van de kennis te eten. Zelf heeft ze al een hap genomen en plukt nu een tweede vrucht om aan Adam te geven. De slang, die in navolging van eerdere kunstenaars, zoals de gebroeders Van Limburg, een meisjeskop heeft, heeft hier de ongebruikelijke gedaante van een hagedis of salamander. De inspiratiebron hiervoor kan een letterlijke lezing van Genesis 3:14 zijn, waarin God na de zondeval de slang vervloekt: "Op uw buik zult gij gaan en stof zult gij eten, zolang gij leeft." Dit hield in dat de slang tijdens de zondeval nog poten had. Het uiterlijk van de chimaera is mogelijk ontleend aan middeleeuwse bestiaria of herinnert aan draken en andere fantastische dieren tijdens processies en optochten in Gent. Het idee om de slang vlechtjes in de vorm van duivelshoorntjes te geven is een vondst van Hugo van der Goes.
In de versie van Van der Goes wordt al tijdens de zondeval de verlossing door de kruisiging van Christus aangekondigd. De planten op de voorgrond verwijzen namelijk naar Maria, die in de middeleeuwen "de nieuwe Eva" werd genoemd, omdat ze met haar zwangerschap van Jezus de misstap van Eva had hersteld. De viooltjes symboliseren haar nederigheid. De akelei en de iris, waarvan een bloem de plaats inneemt van het traditionele vijgenblad, verbeelden de smarten van Maria. Deze bloemen staan ook op het Monforte-retabel en het Portinari-altaar. Ook de roos werd in de 15e eeuw met Maria geassocieerd, maar de struik stond ook bekend als de paradijsbloem bij uitstek, die pas na de zondeval zijn doorns kreeg. Rechtsonder liggen enkele objecten die met het paradijs geassocieerd werden, waaronder een stuk koraal en edelstenen. Het koraal is zowel een verwijzing naar het vergoten bloed van Christus als naar het middeleeuwse geloof dat koraal bescherming bood tegen de duivel. Erboven zit een vogel – geïdentificeerd als een ijsvogel of een feniks – die waarschijnlijk verwijst naar de verlossing door Christus en diens verrijzenis. Een dergelijke vogel is ook aanwezig op de Calvarie-triptiek (ca. 1465) in de Sint-Baafskathedraal in Gent. Daar is hij aanwezig bij het moment waarop Mozes het bittere water van Mara zoet maakt.

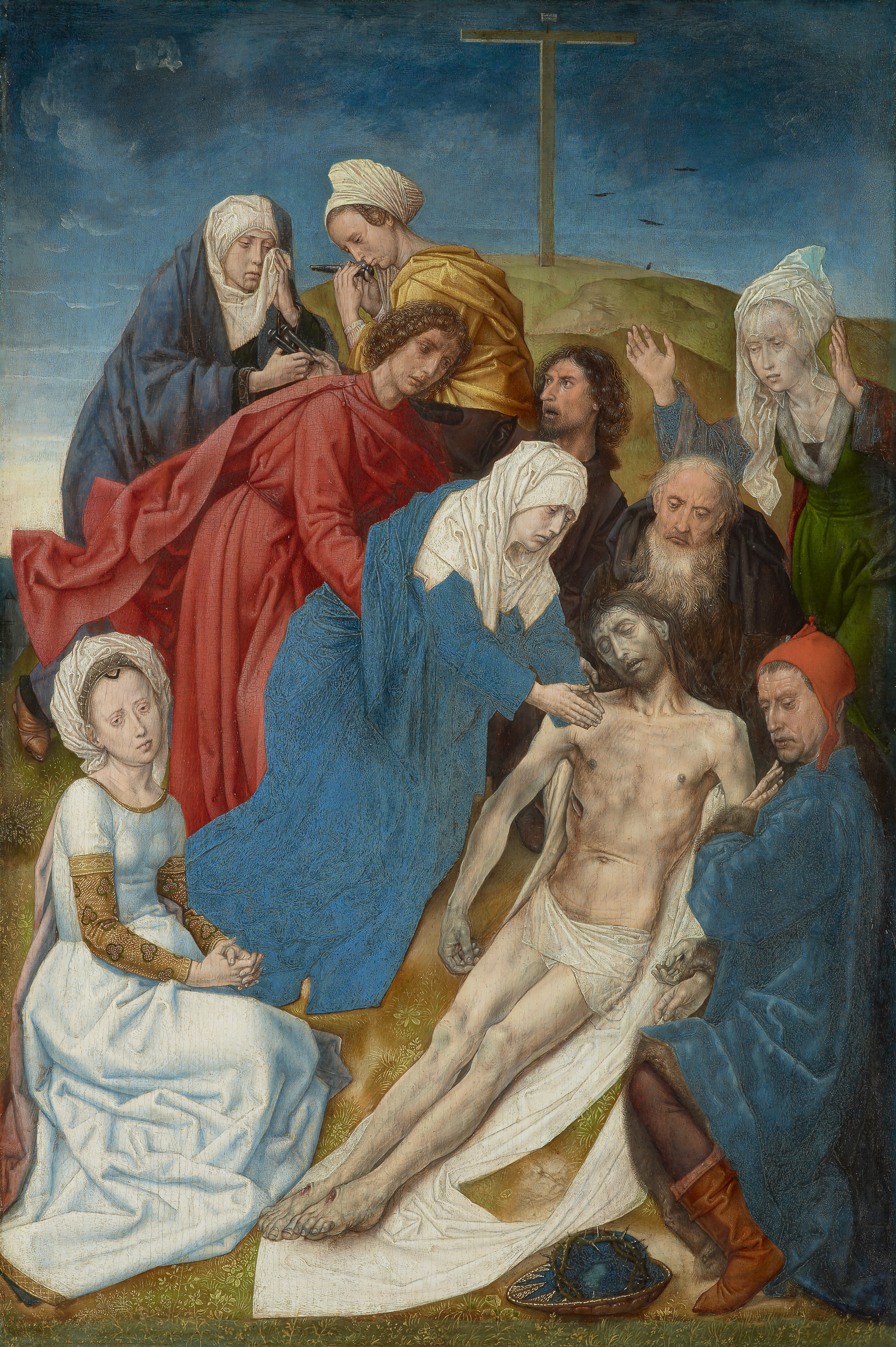
De bewening

De sfeer van De bewening vormt een groot contrast met De zondeval. Christus is van het kruis gehaald en is omringd door zijn volgelingen. Op de achtergrond verrijst tegen een dreigende lucht het lege kruis: het is volbracht. De evangelist Johannes houdt Maria vast omdat ze dreigt flauw te vallen. Jozef van Arimatea ondersteunt het lichaam van Christus, terwijl achter hem een apostel de drie spijkers, waarmee Jezus aan het kruis was genageld, aan twee vrouwen geeft. De vrouw in het geel kust een van de spijkers. Volgens de Meditationes van de Pseudo-Bonaventura zorgden de vrienden van Maria ervoor dat ze de spijkers niet te zien kreeg. Linksonder zit Maria Magdalena die met betraande ogen de toeschouwer aankijkt. De figuur rechts op de Bewening is Nikodemus. Hij kijkt naar beneden waar hij de doornenkroon op zijn modieuze hoed heeft gelegd, enerzijds uit eerbied, omdat hij de kroon niet op de grond wil leggen, en anderzijds als aansporing aan zichzelf om zijn materiële levensstijl af te zweren. Omdat hij volgens een legende de gekruisigde Christus had geschilderd, wordt deze figuur door sommigen als een zelfportret van Hugo van der Goes gezien.
Het aan de bovenkant ingekorte paneel met Sint-Genoveva ("SANCTA GENOVEFA") was oorspronkelijk de buitenzijde van De zondeval, voordat de beide voorstellingen werden gescheiden. Ze leest een boek terwijl een duiveltje haar kaars probeert uit te blazen. De schijnarchitectuur in de zwikken met de geschiedenis van Kaïn en Abel herinnert aan de panelen met Adam en Eva van het Lam Gods. Het offer van Abel en de broedermoord werden gezien als voorafbeeldingen van het offer dat Christus met zijn kruisdood aan de mensheid bracht.

## Stijl
De twee panelen zijn in de loop der tijd gescheiden van elkaar geraakt en pas rond 1890 weer samengevoegd. Dat ze inderdaad bij elkaar horen blijkt uit de overeenkomsten tussen de twee voorstellingen: respectievelijk Adam en Christus en Eva en Maria Magdalena lijken sprekend op elkaar. De meeste kunsthistorici zijn dan ook van mening dat Hugo van der Goes het tweeluik altijd op deze manier bedoeld heeft, eventueel eerst als een zelfstandige Zondeval, waaraan later – al dan niet op verzoek van een opdrachtgever – een Bewening is toegevoegd. Elisabeth Dhanens was van mening dat het oorspronkelijke huisaltaartje uit drie panelen bestond. Het derde paneel zou zich dan aan de rechterkant hebben bevonden en de opdrachtgever met een patroonheilige hebben uitgebeeld.
Opvallend is dat de twee panelen verschillende stijlen en inspiratiebronnen vertegenwoordigen. De zondeval is duidelijk geïnspireerd op het werk van Jan van Eyck, in het bijzonder Het Lam Gods, terwijl de Bewening eerder de sfeer heeft van de werken van Rogier van der Weyden. De verschillen in stijl kunnen verschillende oorzaken hebben. Dendrochronologisch onderzoek heeft uitgewezen dat de bomen waarvan de panelen zijn gezaagd, enige jaren na elkaar zijn geveld. Het lijkt er daarom op dat beide panelen niet tegelijkertijd zijn ontstaan en in de tussenliggende periode kan Van der Goes zich artistiek ontwikkeld hebben. Hierop wijst het verschil in ondertekening: met zilverstift voor De zondeval, met penseel voor De bewening. Het is ook mogelijk dat Van der Goes bewust voor verschillende stijlen heeft gekozen om het contrast tussen de twee voorstellingen te benadrukken: de gedetailleerde stijl van Jan van Eyck voor de weelderige begroeiing in het paradijs tegenover de meer sobere, expressieve stijl van Rogier van der Weyden voor de uitbeelding van de dreigende, naargeestige sfeer op de dode vlakte van Golgotha, direct na de kruisiging.
Hoewel het vrijwel zeker is dat de beide panelen enige jaren na elkaar zijn ontstaan, bestaat er verschil van mening over de exacte periode. Sommigen denken dat De zondeval rond 1470 in Gent is ontstaan, in de tijd van het Monforte-retabel dat sterk door Jan van Eyck is beïnvloed, terwijl De bewening na 1478 in het Rooklooster is ontstaan. Anderen veronderstellen een minder lange ontstaansgeschiedenis.
Omdat op beide panelen de mannen Adam en Christus een passieve rol hebben en vooral de 'zondaressen' Eva en Maria Magdalena oogcontact met de kijker zoeken, wordt er wel gespeculeerd dat de opdrachtgever een vrouw was, die het tweeluik voor privédevotie gebruikte.

## Herkomst
De panelen behoorden ten minste vanaf 1659 tot de kunstverzameling van aartshertog Leopold Willem. Ze werden via Leopold I onderdeel van de Habsburgse keizerlijke collectie en zijn sinds 1891 ondergebracht in het Kunsthistorisches Museum in Wenen.